# ورزشگاه دئگو
ورزشگاه دئگو ورزشگاهی است که در شهر دئگو، کره جنوبی واقع شده‌است.

## جام جهانی ۲۰۰۲
ورزشگاه دئگو یکی از مکانهای برگزاری بازی‌های جام جهانی ۲۰۰۲ بود؛ و مسابقات زیر در آن برگزار شده.
| تاریخ        | تیم ۱     | نتیجه | تیم ۲               | رقابت    |
| ------------ | --------- | ----- | ------------------- | -------- |
| ۶ ژوئن ۲۰۰۲  | دانمارک   | ۱–۱   | سنگال               | (گروه A) |
| ۸ ژوئن ۲۰۰۲  | اسلوونی   | ۰–۱   | آفریقای جنوبی       | (گروه B) |
| ۱۰ ژوئن ۲۰۰۲ | کرهٔ جنوبی | ۱–۱   | ایالات متحده آمریکا | (گروه D) |
| ۲۹ ژوئن ۲۰۰۲ | کرهٔ جنوبی | ۲–۳   | ترکیه               | سومی     |

## گنجایش ورزشگاه
ورزشگاه جام‌جهانی دئگو گنجایش ۶۶٬۴۲۲ هزار تماشاچی دارد و پارکینگ خودرو این مجموعه ۳۵۵۰ هزار ماشین را در خود جای می‌دهد.